# Aulonemia patriae
Aulonemia patriae är en gräsart som beskrevs av Richard Walter Pohl. Aulonemia patriae ingår i släktet Aulonemia och familjen gräs.
Artens utbredningsområde är Costa Rica. Inga underarter finns listade i Catalogue of Life.